# یوئل گارسیا
یوئل گارسیا (اسپانیایی: Yoel García‎؛ زادهٔ ۲۵ نوامبر ۱۹۷۳) ورزشکار پرش سه‌گام اهل کوبا بود.